# Конюшенный приказ
Конюшенный приказ — орган центрального государственного управления в Русском государстве, заведовавший конным делом государства, и всем что с ним было связано.
Сформировался на основе Конюшего пути.

## История
В XI—XII веках при князьях Древнерусского государства существовала должность служителя княжеского двора — конюшенный тиун (тиуна конюшего). С конца XV века боярин и конюший являлся начальником Конюшенного приказа, в ведении которого находились придворные конюхи, табуны царских лошадей, а также имения, отведённые под их содержание, и многое другое. Так во времена Алексея Михайловича в дворцовых конюшнях и угодьях содержалось до 50 000 лошадей, из которых около 200 использовали поочередно, под седлом и запряжках главы Русского государства и членов его семьи, около 100 — для бояр, послов и конюшенных людей, свыше 40 000 предназначались для свиты и царских войск, 3 000 были запа́сными (по другим данным — 3000 лошадей предназначались для парадных выездов). В ведении Конюшенного приказа была также конюшенная казна, состоявшая из драгоценных конских уборов, сёдел, а также колымаг (экипажей) и саней, принадлежавших московским великим князьям и хранившихся с древних времен в Русском государстве.
Конюшие приказа фактически возглавляли Боярскую думу и активно участвовали в дипломатическом и военном делах государства. Первым боярином и конюшим был назначен в 1496 году А. Ф. Челяднин. Последним — А. Н. Романов. После него должность стала называться конюший (конюшенный дьяк).
Некоторые из них сами становились царями или же, имея влияние на царя, управляли государством. Примером могут служить И. Ф. Овчина Телепнев-Оболенский и Б. Ф. Годунов. Последний возглавлял Конюшенный приказ с 1599 года, при нём в Кремле был сооружён водопровод, по которому вода поднималась мощными насосами из Москвы-реки по подземелью на Конюшенный двор (для сравнения, первый водопровод в Москве был запущен 9 ноября 1804 году).
Приказ возник в первой половине XVI века как «Конюшенная изба», и впервые упоминается в 1548 году, а термин «Конюшенный приказ» применяется с 1573 года. Конюшенные дьяки впервые упоминаются в разрядных записках в 1553 году.
Ведал царской конюшней, дворцовыми экипажами и конской сбруей, конюшенными слободами, селами и угодьями, сбором пошлин с московских торговых бань, с бань в других городах, с купли-продажи лошадей на конских площадках (с проданных лошадей взималась пятая деньга (5 %) в пользу государства), а в одно время заведовал звериной охотой (вместо Ловчего приказа). В XVI веке должность конюшего также была связана с организацией конных дворцовых войск.
С 1625 года по 1705 год дела Конюшенного приказа были переданы Ингерманландской канцелярии.
В 1686 году для управления тяжёлыми орудиями, при заведении артиллерии при своих «потешных», 14-летний царь Пётр взял из Конюшенного приказа охочих к военному делу взрослых служителей, которых обмундировали в мундиры нового покроя и определили «потешными» пушкарями.

… Конюшенный приказ прежде ведал боярин конюший, первый боярин по чину и чести; в XVII веке это звание уничтожили. и стал ведать Конюшенный приказ ясельничий, да дворянин. да дьяки; в конюшенном ведомстве считалось больше 40000 лошадей. …— С. М. Соловьёв, Глава I, Том XIII, История России с древнейших времён.
С 1700 года по 1716 год находился под управлением боярина князя П. И. Прозоровского вместе с Государевой и Царицыной мастерскими палатами, в другом источнике указано что в период с 1709 года по 1711 год приказ возглавлял В. С. Ершов. Конюшенная казна в 1710 году переведена в Оружейную палату. В 1728 году в ходе реформ в государстве преобразован в Конюшенную контору. В 1731 году приказ был переименован в Конюшенную канцелярию. Канцелярия ликвидирована в 1732 году с передачей её функций Придворной конюшенной конторе, кроме финансовых и фискальных дел, которые ещё с 1710 года переданы в компетенцию Оружейной палаты.
Здание конюшенного приказа располагались на Казённом дворе в Московском Кремле просуществовало до конца 1840-х годов. В 1851 году на его месте выстроили новое здание Оружейной палаты.

## Должностные лица
В различный период времени в Конюшенной избе, позднее в приказе и канцелярии делами ведали лица в чинах:
- Тиуна;
- Приказчика[9] (столбового приказчика);
- Конюха[9];
- Стремянного[9];
- Стряпчего[9];
- Ясельничего;
- Судьи;
- Шталмейстера:
- и другие.

Точных данных о количестве личного состава приказа (приказных дьяков, подьячих и других) нет, но точно известно, что он был постоянным, а не прикомандированным, как во временных и маленьких приказах. В организационно-штатной структуре приказа состояли боярин и конюший, позже конюший, после смутного времени должность была упразднена, и с начала XVII века приказ возглавил ясельничий, с помощниками (три дьяка и казначей), у них в подчинении, столбовые приказчики и конюхи, которые подразделялись на стремянных, задворных, стряпчих и стадных, а всего около 500 человек личного состава. Известны также случаи назначения (пожалования) в дьяки из стремянных конюхов, то есть не в соответствии с нормами того времени.
Грамота царя Бориса, от 1601 года, дает такое перечисление чинам дворовых людей: 

«Большого дворца дворовые люди всех чинов: ключники, стряпчие, сытники, подключники; конюшенного приказу приказчики, конюхи, стремянные, стряпчие; ловчего пути охотники и конные псари; сокольничья пути кречетники, сокольники, ястребники, трубники и сурначей»— «Акты исторические», II, № 20.

## Состав
- Управление, в Кремле;
- Стременной отряд, в среднем, около 50 стременных конюхов;
- Конюшенная казна, в Кремле;
- Конюшенный двор, в Кремле;
- Домодедовская волость Московского уезда;
- Конские слободы[2]:
  - в Дмитрове;
  - Большие Лужники (Москва);
  - Малые Лужники (Москва);
  - Большая Конюшенная, позже Конюшенная Новая слобода;
  - Овчинная (Москва);
  - Сыромятная (Москва);
- Кобыльи конюшни (по современному конные заводы), в начале XVII века их было сначала 13 (в том числе в потешных сёлах Броннице, Воробьёве, Коломенском, Острове, Хорошеве и других, в слободах Александровской (разводили лошадей русской породы и иноземных, то есть черемисских, ногайских, калмыцких, кызылбашских (персидских), литовских и горских) и Гавриловской), а позже 16 единиц.
- и многое другое.

## Персоналии
- А. И. Матюшкин
- П. М. Глебов
- А. П. Соковнин
- Ю. Н. Трубецкой
- и другие.